# 长栉姬蜂属
长栉姬蜂属（学名：Rynchobanchus）是膜翅目姬蜂科栉姬蜂亚科的一个属，仅分布于古北区。

## 属征
触角细长；唇基端缘中央有一缺刻；上颚上端齿端部很宽宽，斜截，截面中央微凹；下端齿尖；无胸腹侧脊；并胸腹节短，无脊；前翅的小翅室在第2回脉的中央附近连接；M1末端的小脉的长度至少是M1长度的0.5倍；跗爪梳状；产卵器鞘很短，略突出于柄后腹端部。

## 物种
本属包括以下物种：
- 双色长栉姬蜂 Rynchobanchus bicolor Kriechbaumer, 1894
- 黄点长栉姬蜂 Rhynchobanchus flavomaculatus Sheng, 2018
- 黄斑长栉姬蜂 Rynchobanchus flavopictus  Heinrich, 1937
- 斑角长栉姬蜂 Rhynchobanchus maculicornis Sheng, Liu & Wang, 1995
- 米长栉姬蜂 Rynchobanchus minomensis (Uchida, 1933)
- 全黑长栉姬蜂 Rhynchobanchus niger  Sheng, Li & Pang, 1997
- 黑腹长栉姬蜂 Rynchobanchus nigriventris Meyer, 1927
- 赤长栉姬蜂 Rhynchobanchus rufus  Sheng & Sun, 2014